# 交城山
《交城山》是一首山西中部传统民歌，歌中描述了一个嫁到交城县山区去的农村妇女对贫穷生活的叙述。现已成为晋中秧歌中常用的曲调之一。

## 歌词

### 原版
交城的山来交城的水

不浇那个交城它浇了文水

交城的大山里没有那好茶饭

只有莜面栲栳栳，还有那山药蛋

灰毛驴驴上山，灰毛驴驴下

一辈子也没坐过那好车马
如今的交城山交城的水

浇了那个交城它浇文水

交城的大山里有的是好茶饭

大米白面玉茭子，还有那山药蛋

汽车那个上来，马车那个下

如今咱们坐的都是那好车马

中华人民共和国成立以后，山西籍的歌唱家郭兰英演唱了其中前三节，使它流传到全国，成为山西民歌最有代表性的曲目之一。

### 歌颂华国锋版
1976年10月6日，华国锋、叶剑英、汪东兴等发动怀仁堂政变，“四人帮”被捕。华国锋在中共中央政治局会议上当选中共中央主席、中共中央军委主席。由于华国锋是山西交城人，这首歌很快被山西的文艺工作者重新填词，成为如下的版本：

交城的山来交城的水

交城的山水实呀实在美

交城的大山里住过咱游击队

游击队里有一个华政委

华政委最听毛主席的话

毛主席引路他紧跟随

华主席为咱除“四害”

锦绣那个前程放光辉

1978年底，中共十一届三中全会公报宣布：“华国锋同志在会上着重强调了党中央和各级党委的集体领导。他提议：全国报刊宣传和文艺作品要多歌颂工农兵群众，多歌颂党和老一辈革命家，少宣传个人。全会完全同意并高度评价华国锋同志的提议，认为这是党内民主生活健全化的重要标志。”这首歌的传播开始降温。随着华国锋退出中共领导岗位，《交城山》也回归了原来的民歌版。
而据纪登奎的儿子纪坡民回忆，当时主管宣传的纪登奎反对“人为的大树特树”华国锋的形象，不赞成新编《交城山》公开发布，他也因此被调离宣传岗位。